# Doctors Don't Tell
Doctors Don't Tell és una pel·lícula dramàtica estatunidenca de 1941 dirigida per Jacques Tourneur i escrita per Theodore Reeves i Isabel Dawn. La pel·lícula és protagonitzada per John Beal, Florence Rice, Edward Norris, Ward Bond, Douglas Fowley i Grady Sutton.

## Argument
L'estudiant de medicina Ralph Sawyer opera a Diana Wayne, víctima d'un accident de vehicle, salvant-li la vida. Més tard, Sawyer obre una consulta mèdica amb els amics Frank Blake i Peter Piper. Tot i que Sawyer corteja Diana, s'enamora de Blake.
Blake compra alguns subministraments mèdics molt necessaris al mercat negre del gàngster amb cicatrius Joe Grant i el seu guardaespatlles, Barney Millen. Quan Millen rep un tret durant un intent de sacsejada, en Blake es preocupa per ell. Millen és arrestat i Blake el defensa al judici, al·legant que va arreglar una cremada àcida i no una ferida de bala. Sawyer, que té una feina paral·lela a l'oficina del metge forense, descobreix que la majoria dels seus clients són matons enviats al consultori del metge per Joe Grant. S'adona que en Blake va mentir al tribunal.
Grant assassina la víctima de la sacsejada, que diu als policies abans de morir que un "home amb una cicatriu a la cara" li va disparar. Grant obliga en Blake a treure la cicatriu facial d'en Grant o a exposar-se com a metge de gangs. Blake ho fa, però fa fotos de l'operació que documenten el que ha fet. Diana entra quan la cirurgia està acabant, i s'adona que el seu xicot està en contacte amb un element criminal.
Grant passa a judici. Blake envia les seves fotos a Sawyer, que es veu obligat per un jutge a admetre que Blake era la font de les imatges. Blake, adonant-se que el seu futur s'ha acabat, passi el que passi, les proves al tribunal contra Grant. Grant és declarat culpable i Millen dispara a Blake quan surt de la sala. El mateix Millen és assassinat per la policia. Sawyer, Piper i Diana ploren Blake.

## Repartiment
- John Beal com el Dr. Ralph Sawyer
- Florence Rice com a Diana Wayne
- Edward Norris com el Dr. FrankBlake
- Ward Bond com a Barney Millen
- Douglas Fowley com a Joe Grant
- Grady Sutton com el Dr. Piper
- Bill Shirley com a Tom Wayne
- Joseph Crehan com el jutge Hoskins
- Paul Porcasi com a Montez
- Russell Hicks com a superent. Duff
- Howard Hickman com el Dr. Watkins

## Producció
The Hollywood Reporter va declarar que la pel·lícula ha estat a la programació de Republic Pictures durant uns dos anys abans d'entrar en producció.
Els crèdits inicials de la pel·lícula indiquen que va ser extreta d'una història de la revista Liberty, però el guió Theodore Reeves i Isabel Dawn són originals amb només el títol de la revista. article que s'utilitza per a la pel·lícula.
La producció de la pel·lícula va començar el juliol de 1941. Es desconeix com el director Jacques Tourneur es va implicar en el desenvolupament de Doctors Don't Tell. L'editor de pel·lícules Edward Mann va poder filmar escenes addicionals a principis d'agost de 1941.

## Llançament
Doctors Don't Tell va ser distribuït per Republic Pictures i es va estrenar el 27 d'agost de 1941. Es donen diversos temps d'execució a la pel·lícula, que van des dels 53, 65 i 67 minuts.

## Recepció
En parlar de la pel·lícula, Tourneur va declarar "Detesto aquesta pel·lícula; és la meva pitjor".
Chris Fujiwara va parlar de la pel·lícula al seu llibre Nightfall: The Cinema of Jacques Tourneur, va declarar la pel·lícula com a "rutinària i banal", i va concloure-la com "l'antítesi de l'obra subtil i ricament texturada que Tourneur ja havia demostrat que podia. fer amb un petit pressupost"